# Adalbert Metzinger (Benediktiner)
Adalbert Metzinger OSB, geborener Josef Metzinger (* 17. März 1910 in Ottersweier; † 11. Oktober 1984 in Weingarten) war ein deutscher Benediktiner und Abt des Klosters Weingarten. 

## Leben
Als Josef Metzinger geboren, trat er nach dem Abitur in das Benediktinerkloster Beuron ein, wo er den Ordensnamen Adalbert annahm. Nach seinem Theologiestudium wurde er 1935 zum Priester geweiht. 1959 wurde er Prior des neugegründeten Klosters Las Condes in Chile. 1974 wurde er zum Abt der Abtei Weingarten gewählt. Am 9. März 1975 empfing er durch  Carl Joseph Leiprecht die Benediktion. 1982 wurde das Rücktrittsgesuch von Abt Adalbert, welches er gemäß den Satzungen der Kongregation zum 70. Geburtstag einreichen musste, angenommen. 

## Auszeichnungen
- 1981: Verdienstmedaille des Landes Baden-Württemberg

## Schriften
- Die Substitutionstheorie und das alttestamentliche Opfer, mit bes. Berücks. Von Lev. 17/11, Roma: Soc. an. librai editori riuniti, 1940.

- Miscellanea Biblica et Orientalia, Roma: Orbis Catholicus, Herder, 1951.

- La comunidad y los ideales comunitarios en la regle de S. Benito – CuMon 4 (1969) 56 – 85 Monaco: uomo di comunione oggi, Parma 1984.

- So sahen sie Edith Stein, in: Waltraud Herbstrith (Hg.): Edith Stein. Eine große Glaubenszeugin. Leben, Neue Dokumente, Philosophie, Annweiler 1986.